# Muskolkette

Muskolkette im Pamir

Die Muskolkette (russisch Музкол) ist ein Gebirgszug im Pamir in Tadschikistan.
Die Muskolkette erstreckt sich über eine Länge von 110 km nördlich des Flusstals des Murgab in der autonomen Provinz Berg-Badachschan. Im Westen liegt der Saressee.
Das Gestein besteht hauptsächlich aus metamorphen Schiefern. Höchster Gipfel ist der 6233 m hohe Pik der Sowjetischen Offiziere. 
Der Gebirgszug besitzt 11 Gipfel mit Höhen über 6000 Meter.

## Berge (Auswahl)
- Pik der Sowjetischen Offiziere, 6233 m
- Dvuglavy, 6148 m
- Muskol Nord, 6129 m
- Peak 6123, 6123 m
- Zartosh, 6121 m
- Fay’s Peak, 6115 m
- Pik Bitkaja, 6074 m
- White Pyramid, 6060 m